# Adaptives Testen
Das adaptive Testen kommt insbesondere bei computerisierten oder computerunterstützten psychologischen Tests zum Einsatz. Dabei werden der Testperson nicht alle Aufgaben gestellt, sondern nur diejenigen, die ihrem Leistungsniveau entsprechen. Dadurch wird grundsätzlich mit weniger Aufgaben ausreichend Information mit ansprechender Genauigkeit über die interessierende Fähigkeit einer Person gesammelt. Zur Konstruktion eines adaptiven Tests wird die Item-Response-Theorie (IRT) (früher auch probabilistische Testtheorie genannt) verwendet.

## Theoretischer Hintergrund
Die Grundidee des adaptiven Testens besteht darin, nicht jeder Testperson sämtliche Aufgaben eines psychologischen Tests vorzugeben, und erst recht nicht in ein und derselben Reihenfolge,  sondern es erfolgt pro Person eine leistungsangepasste Auswahl aus einem großen Aufgabenpool; die Aufgaben werden in Abhängigkeit von der erbrachten Leistung bei den vorausgehenden Aufgaben ausgewählt.  D. h., es geht darum, die Testung auf diejenigen Aufgaben zu beschränken, welche für die angestrebte Fähigkeitsmessung der betroffenen Person tatsächlich informativ sind: So liefert eine für die Testperson zu einfache Aufgabe kaum Information, weil von vornherein fast sicher ist, dass diese Person sie lösen wird; analog   liefert eine für diese Person zu schwierige Aufgabe kaum Information. Hingegen tragen Aufgaben mit leistungsentsprechend „mittlerer“ Schwierigkeit viel an Information über ihre Fähigkeit bei und erhöhen damit die Messgenauigkeit.
Zu unterscheiden ist zwischen zwei Varianten des adaptiven Testens:
- Branched Testing (engl. to branch: verzweigen). Dabei wird für jede Testperson schrittweise zwischen mehreren Aufgabengruppen von jeweils sehr wenigen Aufgaben verwiesen, und zwar je nach erbrachter Leistungsgüte. Diese Variante hat den Vorteil, dass die Testvorgabe ohne Computer (PC, Net-/Notebook) auskommt (Beispiel: Adaptives Intelligenz Diagnostikum, AID[3]).
- Tailored Testing (engl. to tailor: maßschneidern).  Dabei wird nach jeder einzelnen Aufgabe leistungsentsprechend die nächste vorzugebende Aufgabe optimal ausgewählt. Dies geschieht entweder über eine computerisierte Vorgabe des Tests, wobei die Testperson selbst am PC (oder Net-/Notebook) arbeitet (Beispiel: Frankfurter Adaptiver Konzentrationsleistungs-Test II, FAKT-II[4]); oder über eine computerunterstützte Vorgabe, bei der der/die Testleiter zur Vorgabe der Aufgaben von einem PC (Net-/Notebook) angewiesen wird (Beispiel: AID_3_Tailored[5]).